# Orchard Grass Hills (Kentucky)
Orchard Grass Hills es una ciudad ubicada en el condado de Oldham en el estado estadounidense de Kentucky. En el Censo de 2010 tenía una población de 1595 habitantes y una densidad poblacional de 1.587,2 personas por km².

## Geografía
Orchard Grass Hills se encuentra ubicada en las coordenadas 38°19′24″N 85°31′26″O / 38.32333, -85.52389. Según la Oficina del Censo de los Estados Unidos, Orchard Grass Hills tiene una superficie total de 1 km², de la cual 1 km² corresponden a tierra firme y (0%) 0 km² es agua.

## Demografía
Según el censo de 2010, había 1595 personas residiendo en Orchard Grass Hills. La densidad de población era de 1.587,2 hab./km². De los 1595 habitantes, Orchard Grass Hills estaba compuesto por el 88.71% blancos, el 5.96% eran afroamericanos, el 0.82% eran amerindios, el 1.19% eran asiáticos, el 0% eran isleños del Pacífico, el 0.82% eran de otras razas y el 2.51% pertenecían a dos o más razas. Del total de la población el 2.63% eran hispanos o latinos de cualquier raza.